# Kaspisches Kleinpferd
Das Kaspische Kleinpferd ist eine Pferderasse, deren Ursprungsregion die Küste des Kaspischen Meers ist.

Hintergrundinformationen zur Pferdebewertung und -zucht finden sich unter: Exterieur, Interieur und Pferdezucht.

## Exterieur
Das Kaspische Kleinpferd wird 102–123 cm groß und steht im Kleinpferdetyp. Das Kaspische Kleinpferd hat einen kleinen Kopf mit großen Augen, einem kleinen Maul, und tiefliegenden großen Nüstern. Die Ohren sind sehr kurz, der Hals schlank und zierlich. Der Rücken ist gerade, die Kruppe flach mit einem hoch angesetzten Schweif. Die Beine sind schlank mit starken Knochen und sehr harten ovalen Hufen. Es treten meist Braune, Schimmel und Füchse auf. Es gibt jedoch auch Cremefarbene und Rappen. Schecken gibt es keine.

## Interieur
Die Bewegungen des Kaspischen Kleinpferds sind lang und flach. Es hat einen schnellen Galopp und ein freies, fließendes natürliches Springtalent. Es ist ein gutes, mutiges Fahrpferd, ist jedoch auch gut als Reit- und Springpferd für Kinder geeignet. Da es sehr temperamentvoll ist, ist es nicht für Anfänger geeignet.

## Zuchtgeschichte
Das Kaspische Kleinpferd ist wahrscheinlich die überlebende kleine Variante des medischen Nisanischen Pferdes und damit der letzte lebende Vorfahre aller orientalischen Rassen, einschließlich der Araber. Ca. 90 % aller heutigen Pferde gehen auf diese Pferde zurück. Laut historischen Dokumenten die bis ins Jahr 500 v. Chr. zurück reichen, lebten sie einst in der Nisa Ebene am südlichen kaspischen Meer nördlich von iranischen Nahavand. Eine Ebene die in der Behistoun Inschrift von Dareios als Nisaya und von den Griechen als Nḗsaion bezeichnet wird. Der Name leitet sich vom altpersischen avestischem *Niθāvanta-, altpersischem Nisāya ab, was so viel wie unteres Land bedeutet. Hier lag auch die medische Hauptstadt Ektabana. Diese Pferde wurden von Assyrern, Medern, Persern, Ägyptern und Griechen sehr hoch geschätzt, von Assyrern als Tribut gefordert und von Griechen nach Thessalien entführt. Seine Vorfahren kamen vermutlich in der 2. Phase der Kura-Araxes-Kultur mit Vorfahren der Mitanni aus dem nördlich vom Kaukasus gelegenen unteren Don-Region.
Bis 1965 hielt man die Rasse ausgestorben. 1965 entdeckte Louise Firouz, eine im Iran lebende US-Amerikanerin, auf einer Expedition am Kaspischen Meer drei dieser Kleinpferde. In den folgenden drei Jahren wurde eine Bestandsaufnahme gemacht, und ermittelt, dass etwa 50 Pferde an der Küste des Kaspischen Meers lebten, die gemeinsame Merkmale aufwiesen und begann ein Zuchtprogramm für das Kaspische Kleinpferd. Inzwischen ist die Rasse aufgrund verschiedener Zuchtprogramme nicht mehr vom Aussterben bedroht, es gibt aber immer noch sehr wenige Exemplare. In Großbritannien gibt es mehrere Gestüte, in denen das Kaspische Kleinpferd gezüchtet wird.